# Жилёво (Орловская область)
Жилёво — деревня в Ливенском районе Орловской области России.
Входит в состав Козьминского сельского поселения.

## География
Расположена севернее деревни Каменево вдоль автомобильной дороги 54К-12. Территориально разделена на две части рекой Жилевчик. Рядом имеется кладбище.
В Жилёво имеется одна улица — Московская.

## Население
| 2010 |
| ---- |
| 59   |

## Инфраструктура
Личное подсобное хозяйство с зоной сельскохозяйственного использования, индивидуальная застройка усадебного типа.
Основа экономики — сельское хозяйство.

## Транспорт
Деревня доступна автотранспортом.  Остановка общественного транспорта «Жилёво». 